# Segozero
Segozero (Ryska: Сегозеро (Segozero); Finska: Seesjärvi) är en stor sjö i den centrala delen av Karelska republiken i nordvästra Ryssland. Sjön var ursprungligen en insjö, men har på senare tid genomgått avdämningar eller motsvarande. Floden Segezja är en av de större utflödena från Segozero, som mynnar ut i sjön Vjgozero. Segozeros yta har ökat från 815 km² till 906 km², till följd av att ett vattenkraftverk byggts i anslutning till floden Segezja. Sjön har ett maxdjup på 103 meter och ett genomsnittsdjup på 6,2 meter.